# فلوريان مارتن
فلوريان مارتن (بالفرنسية: Florian Martin) (19 مارس 1990 لوريان فرنسا - ) هو لاعب كرة قدم فرنسي، يلعب كلاعب وسط، لعب 138 مباراة وسجل 32 هدف.

## مسيرته

### مسيرته مع الأندية
- 2011 - 2013 لعب مع USJA Carquefou [الإنجليزية]‏ 72 مباراة سجل خلالها 22 هدف.
- 2013 - 2015 لعب مع نادي نيور 66 مباراة سجل خلالها 10 أهداف.

## روابط خارجية
- فلوريان مارتن على موقع رابطة كرة القدم الفرنسية للمحترفين (الإنجليزية)
- فلوريان مارتن على موقع قاعدة بيانات كرة القدم.إي يو (الإنجليزية)
- فلوريان مارتن على موقع Soccerway.com (الإنجليزية)
- فلوريان مارتن على موقع عالم كرة القدم.نت (الإنجليزية)